# Ilythea fusca
Ilythea fusca är en tvåvingeart som beskrevs av Cresson 1916. Ilythea fusca ingår i släktet Ilythea och familjen vattenflugor. Inga underarter finns listade i Catalogue of Life.